# James Athikalam
James Athikalam MST (* 5. Juli 1958 in Pulinkunnu, Kerala) ist ein indischer Ordensgeistlicher und syro-malabarischer Bischof von Sagar.

## Leben
James Athikalam trat der Ordensgemeinschaft der Missionary Society of St. Thomas the Apostle bei und empfing am 22. März 1984 das Sakrament der Priesterweihe.
Am 12. Januar 2018 ernannte ihn Papst Franziskus zum Bischof von Sagar. Der Großerzbischof von Ernakulam-Angamaly, George Kardinal Alencherry, spendete ihm am 17. April desselben Jahres die Bischofsweihe; Mitkonsekratoren waren der Erzbischof von Changanacherry, Joseph Perumthottam, und der emeritierte Bischof von Sagar, Anthony Chirayath.